# Schiiten im Libanon

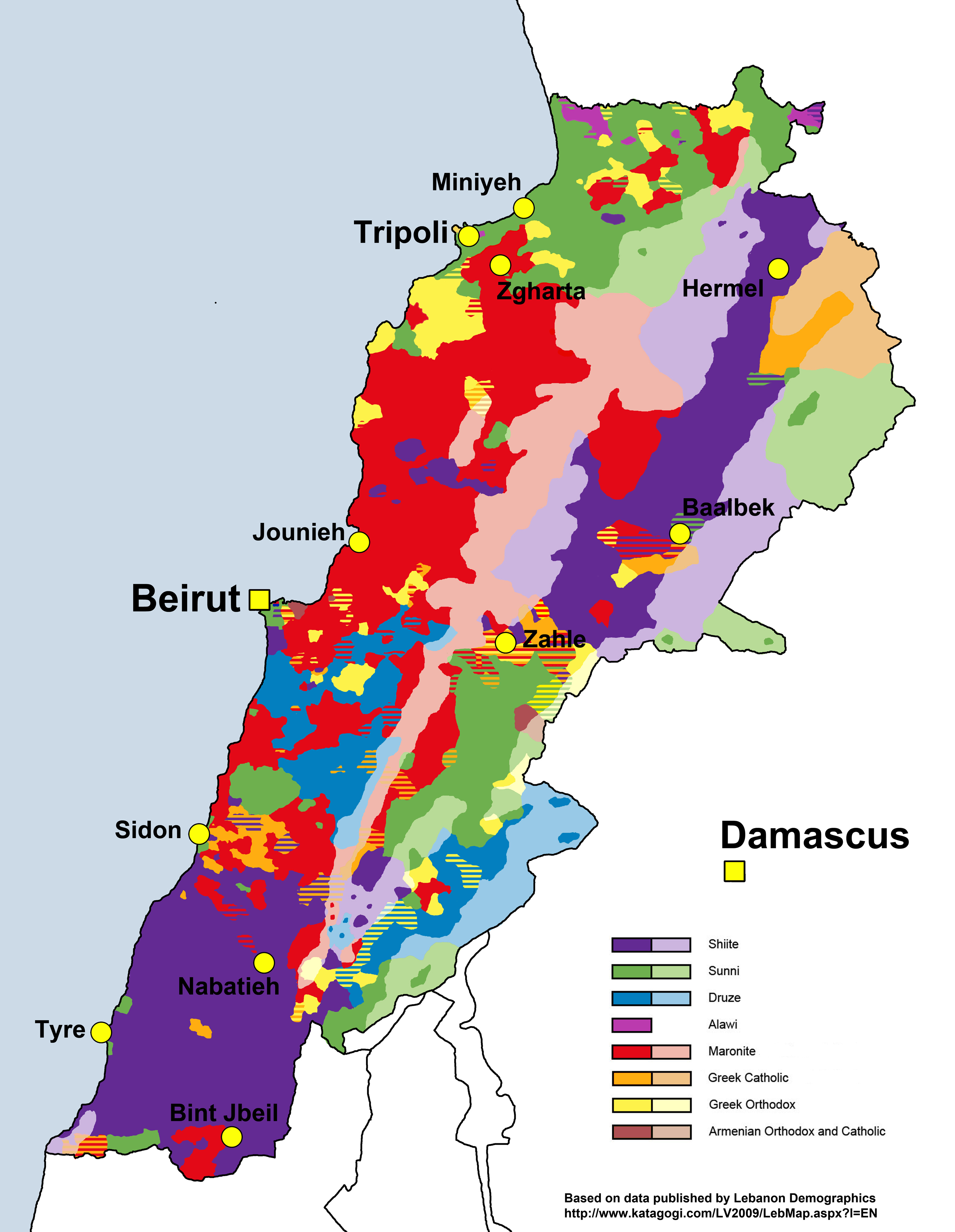
Verteilung der Religionsgruppen im Libanon. Die Schiiten siedeln vor allem im Süden und in der Bekaa-Ebene im Nordosten des Landes (in Dunkellila eingezeichnet)

Unter die Bezeichnung Schiiten im Libanon fallen Zwölferschiiten, Alawiten und Ismailiten, die auf dem Gebiet des Libanon leben. Mit den ebenfalls islamischen Sunniten und den christlichen Maroniten gehören sie zu den zahlenmäßig bedeutendsten Religionsgemeinschaften in diesem nahöstlichen Staat. Die Anzahl Schiiten wird im gesamten Land auf 1,5 Millionen geschätzt. Davon leben 800.000 im Süden der Hauptstadt Beirut. Die restlichen verteilen sich hauptsächlich auf den südlichen Libanon und die Bekaa-Ebene. Politisch sind die Schiiten im libanesischen Parlament durch die Hisbollah und AMAL vertreten.

## Geschichte

### Mittelalter bis um 1800
Schiitische Geistliche führen seit alters die Anwesenheit ihrer Glaubensgenossen auf dem Gebiet des heutigen Libanon auf Abū Dharr al-Ghifārī zurück, einen Gefährten des Propheten Mohammed und Anhänger Alis. Die Zwölferschiiten werden umgangssprachlich als Metawali bezeichnet, was auf eine Beziehung zu Ali hindeutet, der auch Walī Allāh, „Gottesfreund“ genannt wird.
Historisch ist gesichert, dass zwischen dem 8. und dem 10. nachchristlichen Jahrhundert erstmals Schiiten in verschiedenen Wellen aus dem heutigen Irak und Iran in den Libanon kamen. Infolge von religiösen Verfolgungen durch sunnitische Herrscher, von denen sie verächtlich als Rāfida („Ablehner“) bezeichnet wurden, und aufgrund von Kämpfen zur Kontrolle über bestimmte Gebiete reduzierten sich ab dem 12. Jahrhundert die Anzahl Schiiten sowie die von ihnen bewohnten Gebiete. Zwischen 1291 und 1305, im Anschluss an ihre erfolgreiche Eroberung der Kreuzfahrerstaaten, vertrieben die ägyptischen Mamluken die Schiiten in drei Kriegszügen, wobei der letzte mit einer Fatwa des hanbalitischen Juristen Ibn Taimīya sanktioniert wurde. Seit dem 17. Jahrhundert wurden die Schiiten in Keserwan zunehmend von maronitischen Christen vertrieben, entweder mit Gewalt oder durch Kauf ihrer Länder.
Im Gebiet des Dschabal ʿAmil entwickelte sich seit dem 11. Jahrhundert eine Tradition schiitischer religiöser Gelehrsamkeit, die um 1750 einen Höhepunkt erreichte. Ein namhafter Vertreter war Muhammad ibn Makki (1334–1385) aus Jezzine, der von den Schiiten als asch-Schahid al-Awwal („Erster Märtyrer“) verehrt wird. Während der Verfolgungen unter dem sunnitischen Gouverneur Abdullah Pascha al-Azm zu Beginn des 19. Jahrhunderts wurden religiöse Bücher haufenweise in Akko verbrannt, und diese Gelehrsamkeit erlitt einen schweren Rückschlag.

### 19. bis 21. Jahrhundert
Die Osmanische Verfassung, die von Midhat Pascha ausgearbeitet und 1876 von Sultan Abdülhamid II. verkündet wurde, ging mit der Auflösung des Millet-Systems einher und schwächte den Einfluss der Geistlichkeit im Osmanischen Reich. Die Metawali erhielten nun gewisse Rechte, doch die mehrheitlich mittellosen Bauern verblieben weiterhin in sozialer Rückständigkeit. 1910 wurde die schiitische Reformzeitschrift al-Irfan in Beirut gegründet.
Im 1920 geschaffenen Großlibanon, einem französischen Mandatsgebiet, wurden die Schiiten 1926 offiziell als eigene Religionsgemeinschaft anerkannt. Anlässlich der libanesischen Unabhängigkeitserklärung 1943 wurden im damals verkündeten Nationalpakt – basierend auf dem Zensus von 1932 – die Sitze im libanesischen Parlament in einem Verhältnis von sechs Christen zu fünf Moslems verteilt, unabhängig von der tatsächlichen Bevölkerungsentwicklung. Die Schiiten erhielten hierbei das Amt des Parlamentssprechers zugesichert, konnten allerdings ungleich weniger Macht als ihre sunnitischen Glaubensbrüder ausüben, obwohl beide Gruppen zahlenmäßig nahezu gleich stark waren. Das Verhältnis der Parlamentssitze wurde 1989 mit dem Abkommen von Taif auf 50:50 geändert.
Bis in die 1960er Jahre lebten die Schiiten im Libanon am Rande der Gesellschaft. Sie gehörten sozial, wirtschaftlich und politisch zur Unterschicht, wurden von mächtigen Großgrundbesitzern beherrscht und von der Regierung vernachlässigt. Zu Beginn der 1970er Jahre begannen palästinensische Kämpfer, den Südlibanon als Aufmarschgebiet für Angriffe auf Israel zu benutzen. Israel antwortete mit Militärschlägen und traf damit fast ausschließlich die hilflose schiitische Zivilbevölkerung. Tausende waren gezwungen, ihre Dörfer zu verlassen. Sie suchten Zuflucht in den südlichen Vororten Beiruts, wo sie bis heute meist in ärmlichen Massenquartieren wohnen.
Die rücksichtslose Besatzungspolitik Israels während des Bürgerkrieges war Anlass zur Gründung der Hisbollah, die 1982 durch den Zusammenschluss verschiedener schiitischer Gruppen im Widerstand gegen die damalige israelische Invasion entstand. Sie war zunächst eine paramilitärische Untergrundorganisation und wurde 1985 mit maßgeblicher Unterstützung der iranischen Revolutionsgarde offiziell gegründet. In den Folgejahren entwickelte sie sich zu einem militärischen, sozialen und politischen Machtfaktor, der innerhalb der libanesischen Gesellschaft und darüber hinaus anerkannt wird. Die Hisbollah, insbesondere ihr Generalsekretär Hassan Nasrallah, verstand es, den Abzug Israels aus dem Südlibanon im Mai 2000 als selbst erkämpften militärischen Sieg zu verkaufen.
Zeitgleich mit dem Aufbau der Hisbollah gründete der iranische Schiitenführer Musa as-Sadr während des Bürgerkrieges die Amal-Bewegung als „Brigaden des libanesischen Widerstandes“ und militärisch ausgerichteten Flügel der „Bewegung der Entrechteten“, welche zusammen mit der „Libanesischen Nationalen Bewegung“ und dem „Palästinensischen Widerstand“ gegen das Projekt der Aussiedlung der Palästinenser in den Libanon kämpfte. Ihr bewaffneter Arm, die Amal-Miliz, gab nach dem Ende des Bürgerkrieges 1991 ihre Waffen an die Syrer ab und söhnte sich mit der Hisbollah aus. Beide bilden seitdem gemeinsame Wahllisten, die as-Sadrs Nachfolger Nabih Berri seit 1992 mehrmals den Posten des Parlamentspräsidenten sicherten. Obwohl die Schiiten heute in der libanesischen Politik insgesamt eine wichtige Rolle einnehmen, ist die Rivalität zwischen der Hisbollah und Amal immer noch von maßgeblicher Bedeutung.